# منتخب باكستان لسباعيات الرغبي
منتخب باكستان لسباعيات الرغبي (بالإنجليزية: Pakistan national rugby sevens team)‏ هو ممثل باكستان الرسمي في المنافسات الدولية في سباعيات الرغبي .